# A nagy gazdasági világválság és a 2000-es évek válságának összehasonlítása
A nagy gazdasági világválság és a 2000-es évek válságának összehasonlítása az Egyesült Államok, Egyesült Királyság és Írország tapasztalatait tárja fel.
2009 április 17-én Dominique Strauss-Kahn, a Nemzetközi Valutaalap vezérigazgatója kifejtette, hogy esély van arra, hogy egyes országok nem hajtják végre a megfelelő politikát abból a célból, hogy elkerüljék azokat a visszacsatolási mechanizmusokat, amelyek a recessziót gazdasági válsággá változtatják át. „A szabadesés a globális gazdaságban lehet, ha mérséklődik és 2010-ben fellendülésbe megy át, de ez nagyban függ attól, hogy ma helyes politikát válasszunk.” Az IMF rámutatott arra, hogy ellentétben a Nagy gazdasági világválsággal, ez a recesszió szinkronban áll a piacok globális  integrációjával. Ilyen szinkronizált recessziók tovább tartanak, mint a  tipikus gazdasági visszaesések és lassabb a talpraállás, fejtette ki az IMF.
Az  IMF vezető közgazdásza,  Dr. Olivier Blanchard megállapította, hogy a hosszú időre elbocsátott munkavállalók száma már évtizedek óta emelkedett minden  visszaesés alkalmával, de ezúttal a számok lökésszerűen megnőttek. „A hosszú távú munkanélküliség riasztóan magas: az USA-ban, a munkanélküliek fele több mint hat hónapja volt munka nélkül, amit nem láttunk a nagy gazdasági világválság óta." Az IMF azt is megállapította, hogy lehetséges az is, hogy kapcsolat van a nyugati gazdaságok közti egyenlőtlenség növekedése és a kereslet csökkenése között. Az utolsó alkalom, amikor a vagyoni különbség ilyen szélsőséges volt, az 1928-1929-es időszak éveiben volt tapasztalható.

## Fordítás
Ez a szócikk részben vagy egészben  a   Comparisons between the late-2000s recession and the Great Depression című angol Wikipédia-szócikk fordításán alapul.  Az eredeti cikk szerkesztőit annak laptörténete sorolja fel. Ez a jelzés csupán a megfogalmazás eredetét és a szerzői jogokat jelzi, nem szolgál a cikkben szereplő információk forrásmegjelöléseként.

## Külső hivatkozások
- Világválság.lap.hu - linkgyűjtemény